# Saint-Maurice-de-Satonnay
Pour les articles homonymes, voir Saint-Maurice et Satonnay aux fleurs.
Saint-Maurice-de-Satonnay est une commune française située dans le département de Saône-et-Loire, en région Bourgogne-Franche-Comté.
Elle résulte de la fusion par décret en 1861 des communes de Saint-Maurice-des-Prés et de Satonnay.

## Géographie
Saint-Maurice-de-Satonnay, commune qui appartient au Haut-Mâconnais, est un village bourguignon typique, ayant de nombreuses maisons en pierres avec leurs galeries mâconnaises.
Un bourg et deux hameaux (Champagne au nord et Satonnay au sud) sont présents dans le territoire de la commune.

### Communes limitrophes
Les communes limitrophes sont  Azé, Clessé, Igé, Laizé, Péronne et Verzé.

### Hydrographie
La commune est traversée par une rivière : la Mouge, affluent de la rive droite de la Saône.
Sur la commune est implanté l’étang des Jaudières, étang privé d'environ 4 hectares de surface géré par une association.

### Climat
Pour des articles plus généraux, voir Climat de la Bourgogne-Franche-Comté et Climat de Saône-et-Loire.
En 2010, le climat de la commune est de type climat océanique dégradé des plaines du Centre et du Nord, selon une étude du Centre national de la recherche scientifique s'appuyant sur une série de données couvrant la période 1971-2000. En 2020, Météo-France publie une typologie des climats de la France métropolitaine dans laquelle la commune est dans une zone de transition entre le climat océanique altéré et le climat océanique altéré et est dans la région climatique Bourgogne, vallée de la Saône, caractérisée par un bon ensoleillement (1 900 h/an), un été chaud (18,5 °C), un air sec au printemps et en été et des vents faibles.
Pour la période 1971-2000, la température annuelle moyenne est de 11,3 °C, avec une amplitude thermique annuelle de 18 °C. Le cumul annuel moyen de précipitations est de 847 mm, avec 10,9 jours de précipitations en janvier et 7,2 jours en juillet. Pour la période 1991-2020, la température moyenne annuelle observée sur la station météorologique de Météo-France la plus proche, « Mâcon », sur la commune de Charnay-lès-Mâcon à 12 km à vol d'oiseau, est de 12,3 °C et le cumul annuel moyen de précipitations est de 833,7 mm. 
La température maximale relevée sur cette station est de 39,8 °C, atteinte le 13 août 2003 ; la température minimale est de −21,4 °C, atteinte le 15 février 1956,,.
Les paramètres climatiques de la commune ont été estimés pour le milieu du siècle (2041-2070) selon différents scénarios d'émission de gaz à effet de serre à partir des nouvelles projections climatiques de référence DRIAS-2020. Ils sont consultables sur un site dédié publié par Météo-France en novembre 2022.

## Urbanisme

### Typologie
Au 1er janvier 2024, Saint-Maurice-de-Satonnay est catégorisée commune rurale à habitat dispersé, selon la nouvelle grille communale de densité à sept niveaux définie par l'Insee en 2022.
Elle est située hors unité urbaine. Par ailleurs la commune fait partie de l'aire d'attraction de Mâcon, dont elle est une commune de la couronne,. Cette aire, qui regroupe 105 communes, est catégorisée dans les aires de 50 000 à moins de 200 000 habitants,.

### Occupation des sols
L'occupation des sols de la commune, telle qu'elle ressort de la base de données européenne d’occupation biophysique des sols Corine Land Cover (CLC), est marquée par l'importance des territoires agricoles (60,5 % en 2018), en diminution par rapport à 1990 (65,1 %). La répartition détaillée en 2018 est la suivante : zones agricoles hétérogènes (37,9 %), forêts (36,2 %), prairies (10,2 %), terres arables (8,2 %), cultures permanentes (4,2 %), zones urbanisées (3,4 %). L'évolution de l’occupation des sols de la commune et de ses infrastructures peut être observée sur les différentes représentations cartographiques du territoire : la carte de Cassini (XVIIIe siècle), la carte d'état-major (1820-1866) et les cartes ou photos aériennes de l'IGN pour la période actuelle (1950 à aujourd'hui).

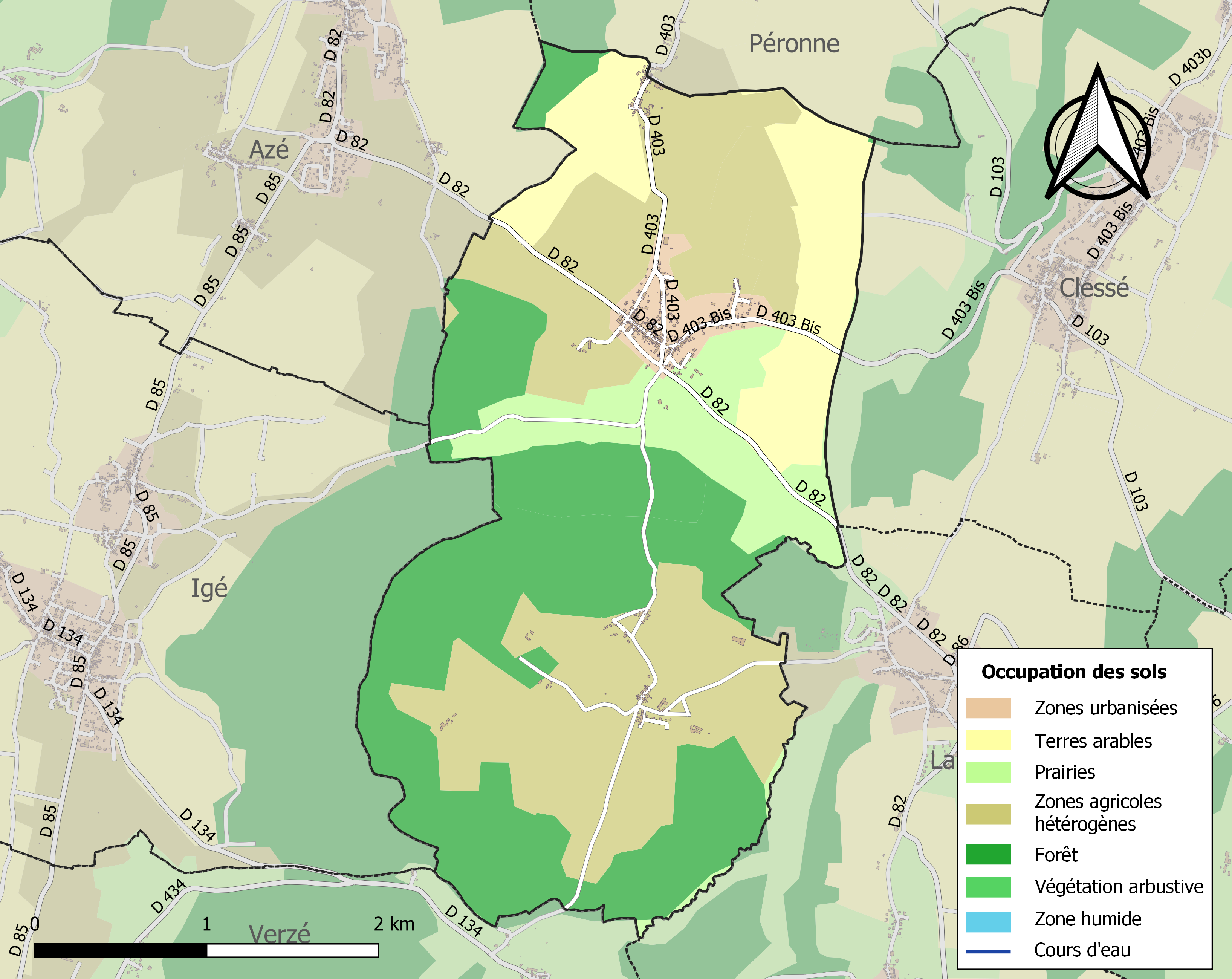
Carte des infrastructures et de l'occupation des sols de la commune en 2018 (CLC).

## Héraldique

Saint-Maurice-de-Satonnay s'est doté d'un blason en 1990, résultat d'un concours lancé par la municipalité.
Il a pour définition : « Écartelé au 1 d'azur au dôme du château de Satonnay d'argent ; au 2 de sinople à la grappe de raisin d'argent feuillée du même ; au 3 de sinople à la grenouille d'argent ; au 4 d'azur au château de Colette d'argent ajouré et ouvert de sinople. »

## Histoire

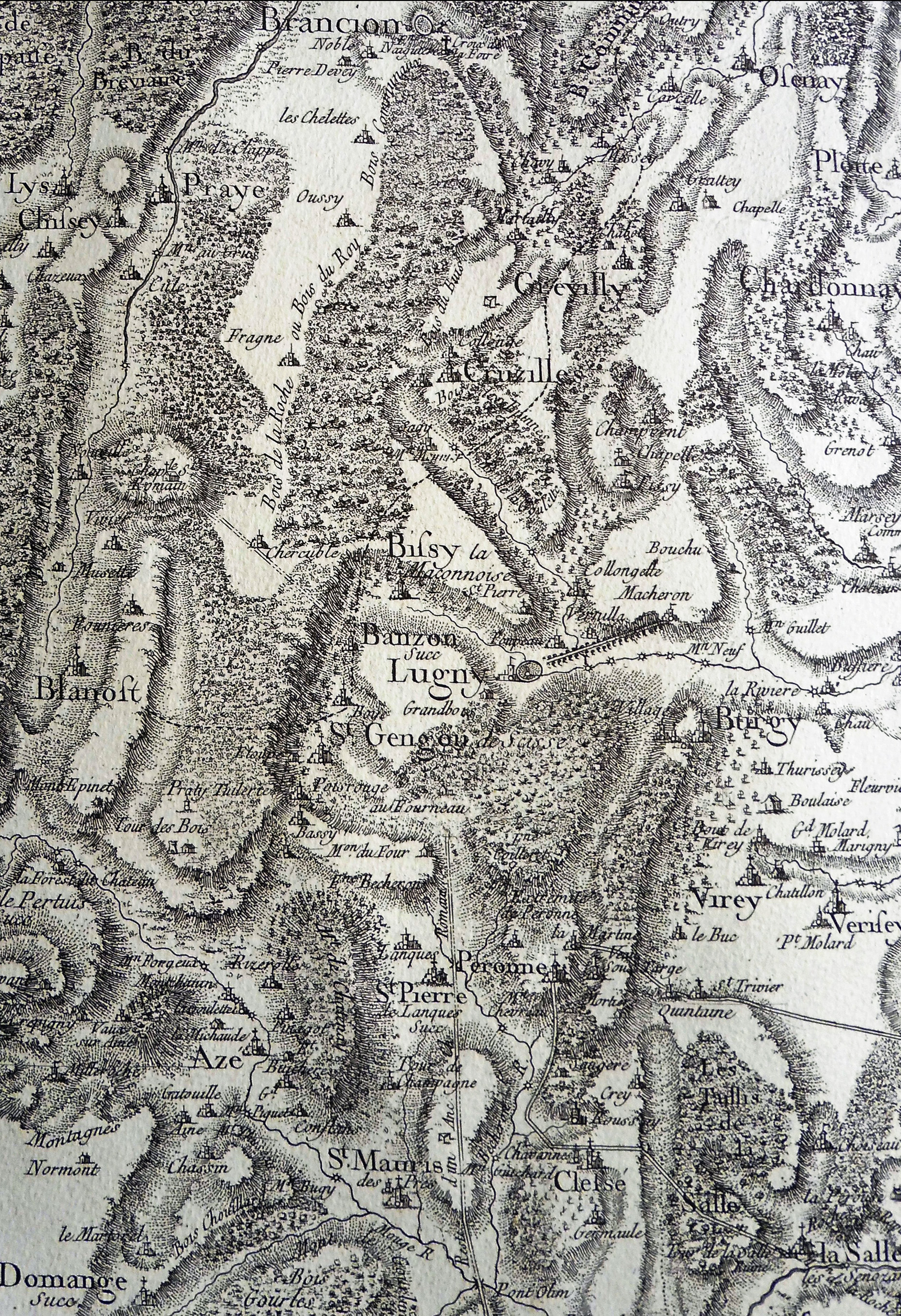
La paroisse de Saint-Maurice-des-Prés et les villages du Haut-Mâconnais en 1759, d'après la carte de Cassini.

Au Moyen Âge, les Chevriers furent seigneurs de Saint-Maurice, le château étant déjà entre les mains de cette famille noble au XIIIe siècle.
Fin juillet 1789 : épisode de la Grande Peur en Mâconnais. Parmi plusieurs brigands arrêtés figurent Jean-Louis Beaufort (40 ans), vigneron, qui a pris part aux dévastations causées au château de Satonnay (propriété du baron d'Igé) et qui est pendu à Mâcon, et François Laurent (27 ans), jardinier, qui sera condamné aux galères royales le 12 septembre et, le 3 novembre suivant, sera flétri sur l'épaule droite d'un fer chaud marqué à l'empreinte des trois lettres G.A.L. (en avril 1790, il demandera à être rappelé des galères du port de Toulon et obtiendra sa grâce du roi le 11 juin 1790).
À noter : jusqu'à la Révolution et la création des communes, le hameau de Conflans, aujourd'hui sur Azé, dépendit alternativement des paroisses de Saint-Maurice-des-Prés et d'Azé.
Commune baptisée « Saint-Maurice-de-Satonnay » depuis mars 1861, à la suite de la réunion par décret des communes de Saint-Maurice-des-Prés et de Satonnay.
8 janvier 1934 : fondation du Syndicat intercommunal des eaux du Haut-Mâconnais, auquel appartiennent Saint-Maurice-de-Satonnay et neuf autres communes (Lugny, Burgy, Clessé, Viré, Cruzille, Vérizet, Bissy-la-Mâconnaise, Cruzille et Montbellet), rejointes le 16 août 1934 par Plottes, Chardonnay et Uchizy (puis par Farges et Grevilly en 1938 et par Saint-Gengoux-de-Scissé, Azé et Igé après-guerre).
1972 : création du Syndicat intercommunal à vocation multiple (SIVOM) du canton de Lugny (siège en mairie de Lugny), auquel adhèrent Saint-Maurice-de-Satonnay et treize autres communes du Haut-Mâconnais, avec pour objet : la couverture des dépenses d'investissement et de fonctionnement du collège de Lugny, la réalisation d'une maison de retraite, la création et le fonctionnement de tous services sociaux (tels que dispensaire, aide à domicile par exemple), la réalisation de travaux d'assainissement, le ramassage d'ordures ménagères et l'entretien de la voirie communale.
1978 : au hameau de Satonnay, un « faux-prêtre » s'associe avec un escroc local pour mettre en place les apparitions de « Notre-Dame des pauvres » et tentent de fonder une congrégation religieuse. L'affaire se termine par une escroquerie financière de fidèles et un procès civil (en plus de la condamnation par l’Église catholique).
1993 : fondation de la communauté de communes des coteaux de la Haute-Mouge (avec Azé, Péronne et Clessé), ayant Azé pour siège.
À cette première communauté de communes ont succédé :
- le 1er janvier 2003, la communauté de communes du Mâconnais - Val de Saône (siège à Lugny), résultant de la fusion de trois intercommunalités (celles du Haut-Mâconnais, de la Haute-Mouge et du Mâconnais-Val de Saône) et totalisant une population de 7 336 habitants ;
- le 1er janvier 2017, Mâconnais Beaujolais Agglomération, fusion de la communauté d'agglomération du Mâconnais - Val de Saône et de la communauté de communes du Mâconnais Beaujolais.

## Politique et administration
La commune dispose d'un conseil municipal composé de onze membres.

### Liste des maires

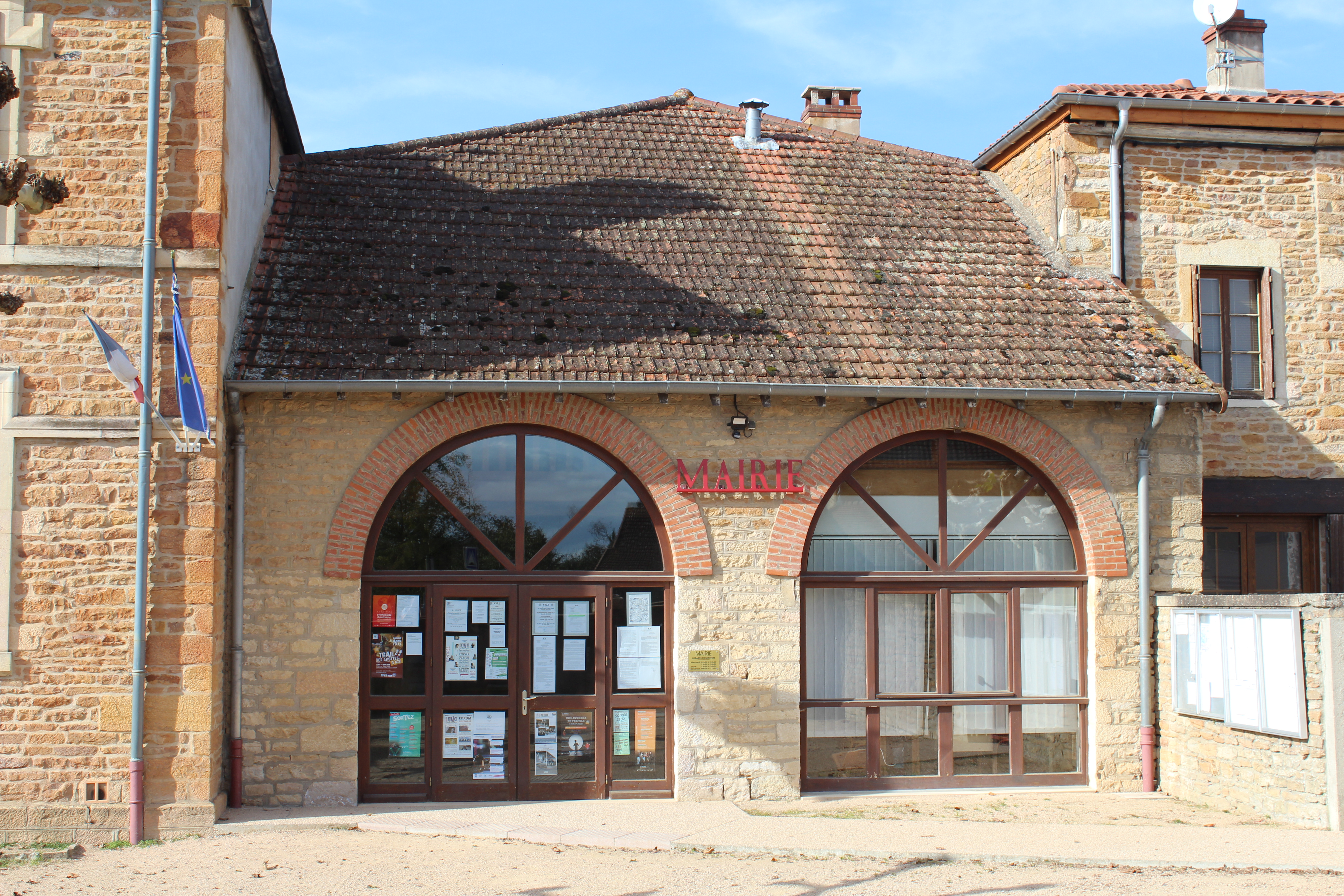
Mairie.

| Période                                  | Période   | Identité          | Étiquette | Qualité |
| ---------------------------------------- | --------- | ----------------- | --------- | --- |
| mars 1935                                | mars 1945 | Joanny Boulay     |           | |
| mars 1945                                | mars 1959 | Marius Vannot     |           | |
| mars 1959                                | mars 1977 | Léon Simonet      |           | |
| mars 1977                                | mars 1982 | Michel Coufleau   |           | |
| mars 1982                                | mars 1989 | René Poulin       |           | |
| mars 1989                                | mars 2008 | Claude Guillerand |           | Réélu maire en juin 1995 et en mars 2001. Élu président de la communauté de communes des Coteaux de la Haute-Mouge en mars 1994. Retraité de Météo-France. |
| mars 2008                                | mars 2014 | Henry Piguet      |           | |
| mars 2014                                | mars 2020 | Jacques Robin     |           | |
| mars 2020                                |           | Jean-Louis Lapray |           | |
| Les données manquantes sont à compléter. |           |                   |           | |

### Intercommunalité et canton
Saint-Maurice-de-Satonnay, après avoir appartenu à la communauté de communes du Mâconnais-Val-de-Saône (siège à Lugny), avait adhéré à la communauté d’agglomération du Mâconnais-Val de Saône (CAMVAL), ancienne communauté d'agglomération regroupant 26 communes. Le 1er janvier 2017, la CAMVAL a fusionné avec la communauté de communes du Mâconnais Beaujolais pour former la communauté d'agglomération Mâconnais Beaujolais Agglomération, structure dont Saint-Maurice-de-Satonnay dépend désormais (avec 38 autres communes).
Saint-Maurice-de-Satonnay, commune qui relevait du canton de Lugny depuis sa création, appartient depuis 2015 au canton d'Hurigny, à la suite du nouveau découpage territorial de Saône-et-Loire entré en vigueur à l'occasion des élections départementales de 2015 (découpage défini par le décret du 18 février 2014, en application des lois du 17 mai 2013). Le canton d'Hurigny, tel qu'il se présente depuis cette réforme, est constitué de communes qui appartenaient auparavant à trois anciens cantons : le canton de Lugny (14 communes), le canton de Mâcon-Nord (12 communes) et le canton de Mâcon-Sud (2 communes).

### Sécurité

L'unité de gendarmerie à laquelle la commune de Saint-Maurice-de-Satonnay est rattachée est la brigade de Lugny.

## Population et société

### Démographie
L'évolution du nombre d'habitants est connue à travers les recensements de la population effectués dans la commune depuis 1793. Pour les communes de moins de 10 000 habitants, une enquête de recensement portant sur toute la population est réalisée tous les cinq ans, les populations de référence des années intermédiaires étant quant à elles estimées par interpolation ou extrapolation. Pour la commune, le premier recensement exhaustif entrant dans le cadre du nouveau dispositif a été réalisé en 2004.

En 2022, la commune comptait 484 habitants, en évolution de −2,22 % par rapport à 2016 (Saône-et-Loire : −1,06 %, France hors Mayotte : +2,11 %).
| 1793 | 1800 | 1806 | 1821 | 1831 | 1836 | 1841 | 1846 | 1851 |
| ---- | ---- | ---- | ---- | ---- | ---- | ---- | ---- | ---- |
| 356  | 386  | 414  | 400  | 539  | 550  | 526  | 552  | 589  |

| 1856 | 1861 | 1866 | 1872 | 1876 | 1881 | 1886 | 1891 | 1896 |
| ---- | ---- | ---- | ---- | ---- | ---- | ---- | ---- | ---- |
| 428  | 517  | 563  | 516  | 515  | 469  | 397  | 385  | 391  |

| 1901 | 1906 | 1911 | 1921 | 1926 | 1931 | 1936 | 1946 | 1954 |
| ---- | ---- | ---- | ---- | ---- | ---- | ---- | ---- | ---- |
| 378  | 373  | 349  | 311  | 289  | 277  | 285  | 284  | 271  |

| 1962 | 1968 | 1975 | 1982 | 1990 | 1999 | 2004 | 2006 | 2009 |
| ---- | ---- | ---- | ---- | ---- | ---- | ---- | ---- | ---- |
| 296  | 269  | 275  | 313  | 349  | 346  | 394  | 415  | 418  |

| 2014 | 2019 | 2022 | - | - | - | - | - | - |
| ---- | ---- | ---- | - | - | - | - | - | - |
| 474  | 468  | 484  | - | - | - | - | - | - |

### Enseignement

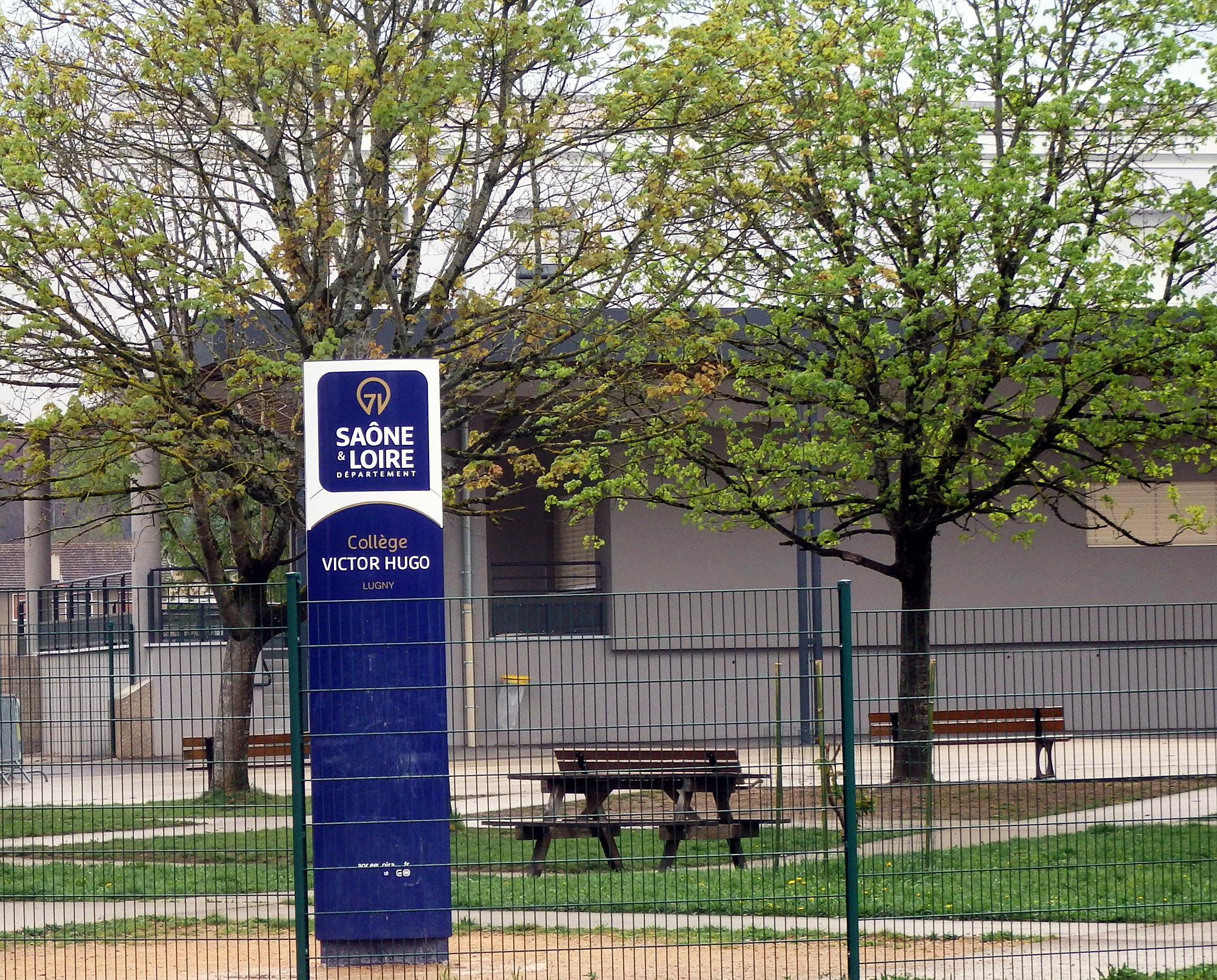
Le collège public Victor-Hugo de Lugny, entré en service en 1977 et dont la carte scolaire s'étend à 19 communes.

En 1981 a été fondé le RPI (regroupement pédagogique intercommunal) regroupant les écoles de Saint-Maurice-de-Satonnay et de Péronne.
Pour l'enseignement secondaire, Saint-Maurice-de-Satonnay, avec dix-huit autres communes, relève de la carte scolaire du collège « Victor Hugo » de Lugny.

### Cultes
Saint-Maurice-de-Satonnay appartient à l'une des sept paroisses composant le doyenné de Mâcon (doyenné relevant du diocèse d'Autun) : la paroisse Notre-Dame-des-Coteaux en Mâconnais, paroisse qui a son siège à Lugny et qui regroupe la plupart des villages du Haut-Mâconnais.

## Lieux et monuments
Sont à voir à Saint-Maurice-de-Satonnay : 

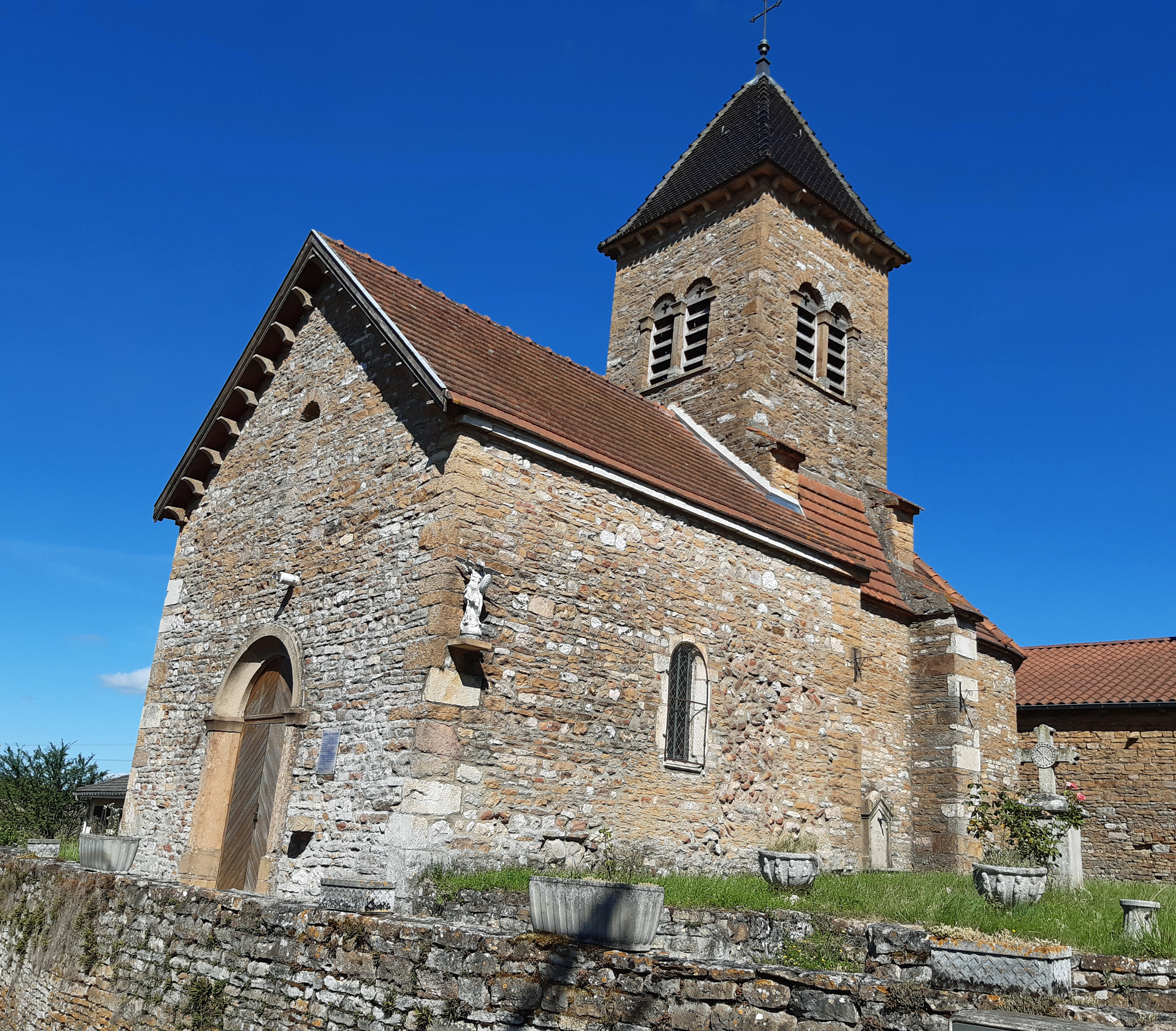
L'église du hameau de Satonnay (propriété privée).

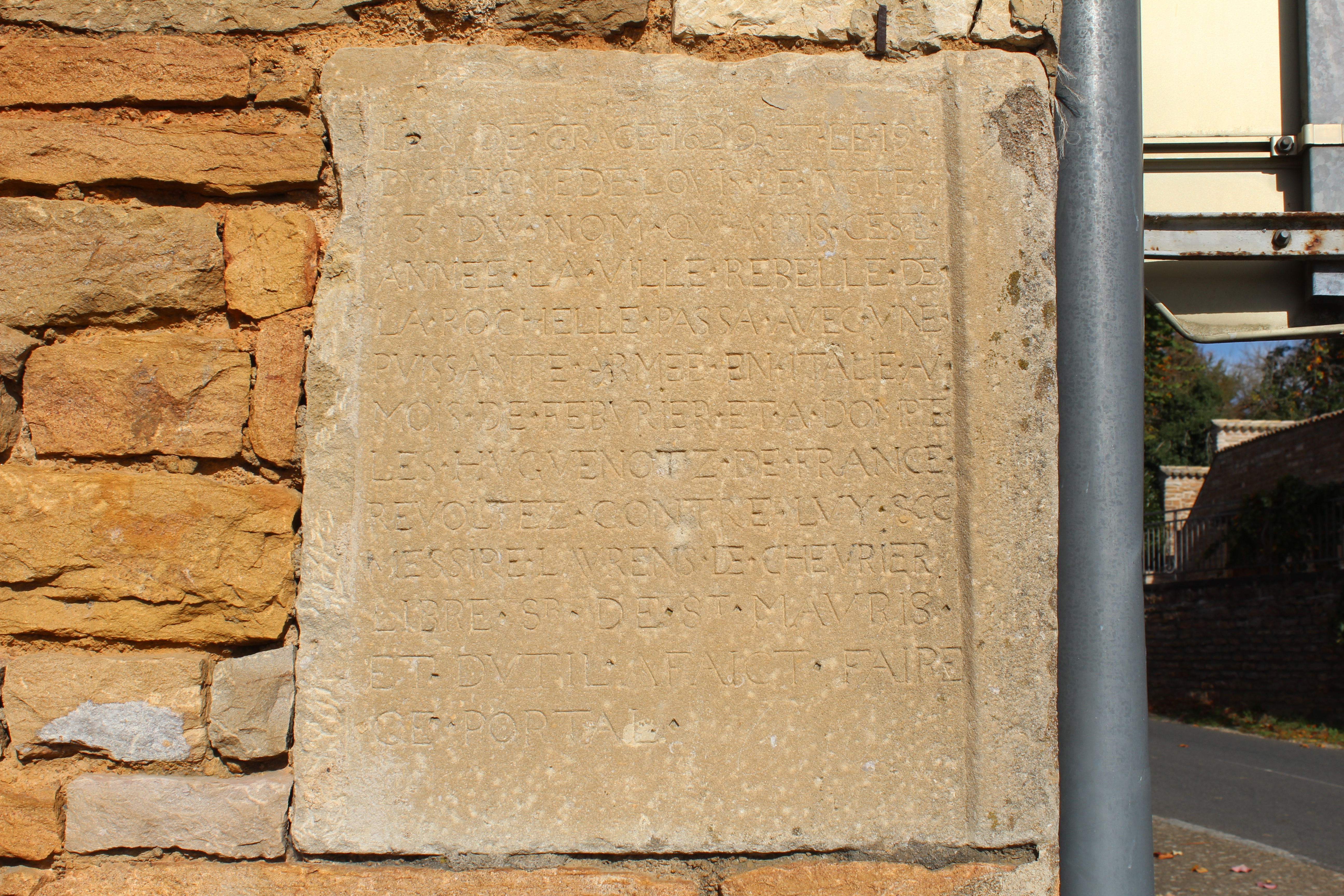
Inscription du portail de l'ancien château.

- l'église Saint-Denis, d'origine romane mais en grande partie reconstruite à la fin du XVe siècle ou au début du siècle suivant (avec un clocher initialement construit au-dessus du chœur mais qui fut démoli au milieu du XIXe siècle pour être remplacé par un clocher-porche), édifice consacré du diocèse d'Autun relevant de la paroisse Notre-Dame-des-Coteaux-en-Mâconnais (Lugny)[23] ;
- le château, dit château Garnier ;
- une curiosité visible à l'angle de la maison située face à l'église, consistant en un « pavé » de 60 cm de hauteur sur 50 cm de largeur provenant du portail d'entrée (disparu) de l'ancien château (également disparu, détruit à la Révolution), gravé d'une inscription commémorant le passage en Mâconnais du roi Louis XIII (« L'an de grâce 1629 et le 19 du reigne de Louis le Juste 13 du nom qui a pris ceste année la ville rebelle de La Rochelle passa avec une armée en Italie au mois de Febvrier et a dompté les Huguenotz de France révoltez contre luy cc messire Laurens de Chevrier libre Sr [seigneur] de St Mauris et Dutil a faict faire ce portal. »)[24] ;
- face à la mairie, une plaque à la mémoire de l'aviateur Bernard Barny de Romanet, enfant du village, surmontée d'un bas-relief en pierre spécialement gravé à son portait (« Dans ce village est né le 28/01/1894 Bernard Henri Marie Léonard Barny de Romanet, pilote de chasse, as de la guerre 1914/1918, premier commandant de la SPA 167. Trois fois recordman du monde de vitesse. Décédé dans un accident aérien le 23/09/1921. »)[25] ;
- le château de Saint-Mauris ;
- le lavoir, bâti en 1845 et restauré au cours de l'été 1999 ;
- l'ancienne église du hameau de Satonnay (commune au XIXe siècle), autrefois placée sous le vocable de saint Victor avant d'être dédiée à saint Maurice[26], qui présente la particularité – rare – d'être édifice privé[27] ;
- le château de Satonnay, construit par Philibert de Musy en 1589 et pris, à peine terminé, sur les Ligueurs en 1594, par le capitaine de Frontignat ; aujourd'hui remanié, il ordonne ses bâtiments renforcés de plusieurs tours et enserrant une petite cour d'honneur au bout d'une allée bordée d'arbres (la grille d'entrée est encadrée par deux lions de pierre sculptés au XVIIIe siècle).

## Économie
Chaque année, une foire s'installe le temps d'un week-end (début septembre - organisée par le foyer rural), avec de nombreux exposants parmi lesquels on dénombre des artisans d'art, de bouche, d'agriculteurs producteurs fermiers (avec le concours national des meilleurs fromages de chèvre), des vignerons et des brocanteurs et villageois, au travers du vide grenier.

Les vignobles du Mâconnais.

### Agriculture
De nombreux exploitants agricoles (éleveurs et vignerons) sont installés dans la commune dont l'entreprise Chevenet.

### Commerce et artisanat
Des commerces de proximité sont implantés dans la commune, avec une auberge, des gîtes et chambres d'hôtes...

### Tourisme
Un étang à la sortie du village, sur la route de Clessé est destiné à la pêche de loisir  (truites, friture, tanche). C'est aussi le point de départ de plusieurs circuits de randonnées à travers vignes et sous bois.

## Personnalités liées à la commune

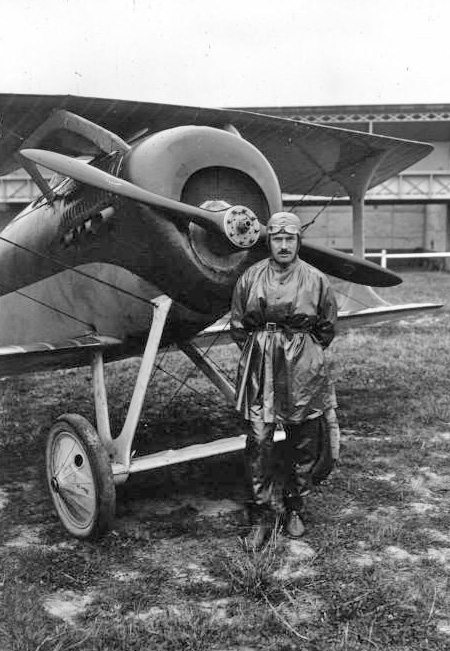
Bernard de Romanet près de son biplan Spad, en 1920.

- Bernard Barny de Romanet, né le 28 janvier 1894 au château de Satonnay, qui fut l'un des plus glorieux as français de la Première Guerre mondiale avec dix-huit victoires officielles[28].

## Pour approfondir